# Juan José Mira
Juan José Mira, pseudònim de Juan José Moreno Sánchez (La Puerta de Segura, Jaén, 1907 - Lloret de Mar, Selva, 17 d'agost de 1980), va ser un escriptor espanyol.
Llicenciat en Dret per la Universitat Central de Madrid, durant la Guerra Civil Espanyola va participar com a militar en el bàndol republicà fins al final de la mateixa. Després de passar per un camp de concentració es va establir a Barcelona. Membre del Partit Comunista a l'interior durant la dictadura franquista, va col·laborar a Mundo Obrero i va treballar com a corrector d'estil i guionista de cinema. Escrivia novel·les policíaques que tenien una acceptació suficient en l'època. En 1952 va obtenir el Premi Planeta en la seva primera edició per En la noche no hay caminos. (obra que va aconseguir 28 edicions en 2006).

## Altres obres
- Así es Rosa (1945)
- Rita Suárez (1946)
- En la noche no hay caminos
- Mañana es ayer (1954)